# جنسیس (گروه موسیقی)
جنسیس (به انگلیسی: Genesis) یک گروه پراگرسیو راک انگلیسی است که در سال ۱۹۶۷ ایجاد شد. در حال حاضر سه تن از اعضای باسابقهٔ این گروه یعنی فیل کالینز (که در ۱۹۷۰ به گروه پیوست و خواننده و درامر است)، تونی بنکس (کیبورد)، و مایکل روثرفورد (گیتار، گیتار باس) اعضای دائم جنسیس را تشکیل می‌دهند.
گروه جنسیس Genesis، یکی از معروفترین گروههای پاپ و راک دنیا که نزدیک به چهار ده از فعالیتش می‌گذرد و تاکنون نزدیک به ۱۶۰ میلیون آلبوم به فروش رسانده، در حال حاضر سرگرم برگزاری تور کنسرتهایش در اروپا و آمریکاست.
گروه جنسیس اولین آلبومش را در سال ۱۹۶۹ منتشر کرد و در طول چند دهه عمری که پشت سر گذاشته، فراز و نشیبهای زیادی را طی کرده و با توجه به تغییر و تحولاتی که در ترکیب گروه اتفاق افتاد، می‌توان فعالیت‌ها و دستاوردهای گروه جنسیس را به سه دوره مختلف تقسیم کرد که از لحاظ موسیقایی و سبک کار متفاوت هستند:در دهه هفتاد میلادی، گروه جنسیس با ارائه ترانه‌هایی با ساختاری پیچیده و همچنین اجرای کنسرتهایی که از جنبه‌های هنری و نمایشی برخوردار بودند، به یکی از مهمترین و محبوب‌ترین گروههای راک در جهان بدل شد. با جدا شدن پیتر گابریل (Peter Gabriel) و استیو هاکت (Steve Hackett) از گروه و برجسته شدن نقش فیل کالینز (Phil Collins) به‌عنوان خواننده، سبک کار گروه جنسیس هم تغییر کرد و از اواخر دهه هفتاد میلادی به بعد به جرگه گروه‌هایی پیوست که بیش از همه ترانه‌های راک به اصطلاح همه‌پسند عرضه می‌کنند. جنسیس بعد از جدا شدن فیل کالینز در دهه نود میلادی فصل تازه‌ای را شروع کرد که از لحاظ سبک به دوره اول فعالیت‌های گروه بی‌شباهت نبود. در دهه نود میلادی خوانندگی گروه را ری ویلسون (Ray Wilson) برعهده داشت، اما در این دوره جنسیس نتوانست به آن موفقیت گذشته دست یابد.
نخستین جرقه‌های شکل‌گیری گروه جنسیس برمی‌گردد به سال ۱۹۶۸ میلادی. در آن سال بود که چند تن از شاگردان یکی از مدرسه‌های شبانه‌روزی انگلیس به اسم Chaterhouse که عضو دو بند مختلف بودند، در هم ادغام شدند و به این ترتیب بود که نطفه گروه جنسیس به وجود آمد. یکی از این دو گروه The Garden Wall نام داشت که در آن پیتر گابریل خوانندگی می‌کرد و تونی بنکس (Tony Banks) هم پیانو می‌زد. آن گروه دیگر The Anon نام داشت که مایک رادرفورد (Mike Rutherford) و آنتونی فیلیپز (Anthony Phillips) گیتاریستهای آن بودند.بعد از ادغام شدن این دو گروه، جان سیلور (John Silver) به عنوان درامر به این گروه نوپا ملحق شد، البته ذکر این نکته لازم است که گروه هنوز جنسیس نام نداشت. در آن زمان پیتر گابریل شعر ترانه‌ها را می‌سرود و آهنگ‌ها نیز محصول همکاری اعضای گروه بود. یکی از همکلاسیهای اعضای گروه به نام جاناتان کینگ (Jonathan King) به آن‌ها پیشنهاد همکاری و کمک در تهیه و انتشار یک آلبوم می‌کند. نام جنسیس، به معنی آفرینش یا پیدایش، که در واقع فصل اول کتاب تورات نیز هست، به پیشنهاد همین جاناتان کینگ انتخاب شده‌است.
مایک رادرفورد گیتاریست و بایسیت گروه جنسیس درباره آن دوران می‌گوید: «وقتی که ما فعالیتمان را شروع کردیم، گروه‌های زیادی وجود نداشت. بازار موسیقی آن دوران به صورت امروزی و تا این اندازه جدی نبود؛ بیشتر جنبه هنری و تفریحی داشت. امروز ما با یک صنعت عظیم موسیقی سروکار داریم و با هزاران گروه مختلفی که در این زمینه فعال هستند. راستش من دلم برای فضای جذاب پرهرج و مرج آن دوره تنگ شده. امروز کوچکترین جز یک قطعه، کاملاً حساب‌شده است. ولی خب عجیب اینجاست که از لحاظ موسیقایی اتفاق خاصی نیفتاده. بیتل‌ها هنوز که هنوز است گروه محبوب محسوب می‌شوند و ترانه‌های‌شان شنوندگان زیادی دارد.»
اولین آلبوم گروه جنسیس در تابستان سال ۱۹۶۹ به انتشار رسید، آلبومی به نام (From Genesis to Revelation) ''از پیدایش تا قیامت'' بود. البته تهیه این آلبوم همانطور که در پیش اشاره شد، با همکاری جاناتان کینگ صورت گرفت. نکته درخور توجه اینکه این تهیه‌کننده، بعد از ضبط آلبوم، بدون گرفتن اجازه از اعضای گروه جنسیس، چند تنظیم‌کننده را مأمور کرد که با وارد کردن سازهای زهی و بادی، به قطعات گروه حال وهوایی همه‌پسند ببخشند.
پیتر گابریل در سال ۱۹۷۵ به همکاری خود با گروه جنسیس پایان داد.با وجود این، اولین کار جنسیس با استقبال چندانی روبرو نشد و اینطور که گفته می‌شود، فقط ۶۰۰ نسخه از این آلبوم به فروش رفته‌است. بعد از این جریان، گروه جنسیس به همکاریش با جاناتان کینگ خاتمه داد و اکثر اعضای گروه هم تصمیم گرفتند که به‌طور جدی و کاملاً حرفه‌ای کار موسیقی را دنبال کنند. تنها نوازنده درامز، یعنی جان سیلور راه دیگری را پیش گرفت و برای تحصیل راهی آمریکا شد. در سال ۱۹۷۰ آلبوم ''Trespass'' منتشر شد که بسیاری آن را اولین آلبوم واقعی جنسیس می‌دانند.
بعد از انتشار این آلبوم گروه جنسیس دستخوش تغییر و تحولاتی اساسی شد. در سال ۱۹۷۰ آنتونی فیلیپ، یکی از بنیانگذاران و گیتاریست گروه، هم به دلیل اختلاف نظر و سلیقه و هم به خاطر ناراحتیهای جسمی از گروه جدا شد و علاوه بر یک گیتاریست جدید، جنسیس در جستجوی یک درامر جدید هم بود. در آن زمان، دادن آگهی در یکی از نشریات معتبر به نام ''Melody Maker'' راه مطلوبی برای پیدا کردن نوازنده بود.
در این دوره بود که یکی از چهره‌های کلیدی گروه جنسیس وارد میدان شد: فیل کالینز که خود در این باره می‌گوید: « تست نوازندگی برای همکاری با گروه، اولین ارتباط من با قشر متوسط جامعه بود. من با دوستم «رونی» که گیتاریست است، به خانه پیتر گابریل رفتیم؛ او به عنوان متقاضی نوازندگی گیتار و هم نوازندگی درامز. رونی فکر می‌کرد که گروه او را قبولش می‌کند، اما در نهایت من به گروه جنسیس محلق شدم و نه او.»
بعد از پیوستن فیل کالینز، گروه جنسیس هنوز یک گیتاریست کم داشت که البته با دادن یک آگهی دیگر در نشریه ملودی میکر تونست استیو هاکت را پید اکند، گیتاریستی که نقش مهمی در شکل‌گیری بعضی از قطعات گروه داشته‌است. ترکیب اصلی جنسیس که چند سالی پایدار بود در همان زمان شکل گرفت.
تا سال ۱۹۷۵ پیتر گابریل خواننده گروه بود و جنسیس نیز سبک خاص خود را داشت. تا سال ۱۹۷۵ جنسیس مجموعاً ۶ آلبوم منتشر کرد که با بعضی از آن‌ها توانست، در سطح اروپا و تا اندازه‌ای در آمریکا محبوبیت کسب کند.آخرین آلبوم جنسیس با خوانندگی پیتر گابریل در سال ۱۹۷۴ به انتشار رسید که ''The Lamb lies down on Broadway'' نام داشت. بعد از اجرای تور کنسرتهای این آلبوم، پیتر گابریل از گروه جدا شد، از یکسو به خاطر بیمار شدن فرزندش و از سوی دیگر به خاطر اختلافات سلیقه‌ای.
او خود درباره جدا شدن از جنسیس می‌گوید: «یک وقت، قضیه دیگه خیلی بزرگ شده بود، تورهای عظیم و ... من حس می‌کردم که چرخی کوچک در این دستگاه عظیم‌الجثه هستم. از اینکه یک ستاره موسیقی راک هستم، احساس خستگی می‌کردم. وضع طوری شده بود که حتی نمی‌توانستم تو روی خودم نگاه کنم. از وضعیتم کاملاً ناراضی بودم و حس میکردم زندانی هستم.»
بعد از جدا شدن پیتر گابریل در سال ۱۹۷۵ و جستجوی طولانی گروه برای یک خوانند جدید، فیل کالینز خوانندگی گروه را برعهده گرفت. اولین آلبومی که جنسیس با صدای فیل کالینز راهی بازار کرد، در سال ۱۹۷۶ بود، آلبومی به نام ''A Trick of the Tail'' که با استقبال زیادی روبرو شد و تا آن زمان پرفروشترین آلبوم گروه محسوب می‌شد. البته با آمدن فیل کالینز سبک کارهای گروه هم به مرور زمان تغییر کرد. در سال ۱۹۷۸ استیو هاکت از گروه جدا شد و سه عضو اصلی جنسیس تصیمیم گرفتند گروه سه‌نفره را حفظ و برای تهیه آلبوم و برگزاری کنسرت از نوازندههای مهمان استفاده کنند. دهه هشتاد میلادی را می‌توان دوران اوج موفقیت‌های گروه جنسیس دانست.
در سال ۱۹۹۱ آخرین آلبوم مشترک گروه جنسیس با خوانندگی فیل کالینز منتشر گردید؛ آلبومی به نام ''We Can't Dance'' که تا به حال ۲۲ میلیون بار در سراسر دنیا به فروش رفته و سه تا از ترانه‌های آن هم در قالب صفحه تک‌آهنگی ۴۵ دور منتشر شدند، از جمله ترانه شنیدنی و محبوب ''I Can't Dance''.
در سال ۱۹۹۶، فیل کالینز بعد از حدود ۲۵ سال فعالیت، همکاریش را با جنسیس قطع کرد و توانش را بیشتر روی فعالیت‌ها و پروژه‌های انفرادی خود متمرکز کرد. البته دو عضو باقی‌مانده جنسیس، یعنی مارک راثرفورد و تونی بنکس تصمیم گرفتند، به کار خود ادامه دهند و با پیوستن ری ویلسون ۲۷ ساله به عنوان خواننده، فصل تازه‌ای را شروع کنند، فصلی که از لحاظ سبک قطعات بی‌شباهت به اولین دوران فعالیت گروه نیست. البته تکیه زدن به تختی که تا آن زمان فیل کالینز روی آن نشسته بود، برای ری ویلسون کار ساده‌ای نبود.
در سال ۱۹۹۷ آخرین آلبوم رسمی استودیویی گروه جنسیس تحت عنوان ''Calling all Station'' و با خوانندگی ری ویلسون منتشر شد. البته در طی سالهای گذشته، گروه جنسیس مجموعه‌هایی از گلچین ترانه‌هایش منتشر کرده و همچنین ترانه‌هایی از آرشیو قدیمی گروه که تا به حال انتشار پیدا نکرده بودند.
بعد از شایعات و گمانه‌زنی‌های زیاد، گروه جنسیس در اکتبر سال ۲۰۰۶ اعلام کرد که فیل کالینز برای اجرای توری عظیم و کنسرتهای متعدد در سراسر دنیا، دوباره به گروه ملحق شده و همانطور که در پیش اشاره شد، سرگرم برگزاری تور کنسرتهاش در اروپا و آمریکا است.
پیتر گابریل خواننده اسبق این گروه بود.

## آلبوم‌شناسی
آلبوم‌های استودیویی
- From Genesis to Revelation (1969)
- Trespass (1970)
- Nursery Cryme (1971)
- فاکس‌ترات (۱۹۷۲)
- انگلستان‌فروشی به پوند (۱۹۷۳)
- بره در برادوی دراز می‌کشد (۱۹۷۴)
- A Trick of the Tail (1976)
- Wind & Wuthering (1976)
- ...And Then There Were Three... (1978)
- Duke (1980)
- Abacab (1981)
- Genesis (1983)
- Invisible Touch (1986)
- We Can't Dance (1991)
- Calling All Stations (1997)